# جاكي بار
جاكي بار (بالإنجليزية: Jackie Parr)‏ (21 نوفمبر 1920 في المملكة المتحدة - 1985) هو لاعب كرة قدم بريطاني (وحمل سابقاً جنسية المملكة المتحدة لبريطانيا العظمى وأيرلندا) في مركز الظهير. لعب مع ديربي كاونتي وشروزبري تاون.